# Мартіна Зубчич
Мартіна Зубчич  (хорв. Martina Zubčić, 3 червня 1989) — хорватська тхеквондистка, олімпійська медалістка.

## Виступи на Олімпіадах
| Олімпіада  | Дисципліна | Місце |
| ---------- | ---------- | ----- |
| Пекін 2008 | до 57 кг   | 3T    |